# Phryxe germana
Phryxe germana là một loài ruồi trong họ Tachinidae.